# Federico Balzaretti
Federico Balzaretti (6. prosinec 1981 Turín, Itálie) je sportovní manažer a bývalý italský fotbalový obránce. Kariéru ukončil v roce 2015 v italském Římě.

## Přestupy
- Juventus – Fiorentina za 3 800 000 Euro
- Fiorentina – Palermo za 3 800 000 Euro
- Palermo – Řím za 4 500 000 Euro

## Reprezentační kariéra
Nejprve hrál v italských mládežnických reprezentacích U20 a U21. V A-týmu Itálie debutoval 17. listopadu 2010 v přátelském zápase proti reprezentaci Rumunska (remíza 1:1). Celkově za italský národní výběr odehrál 16 zápasů. Zúčastnil se EURA 2012 v Polsku a na Ukrajině.

## Statistika

### Klubová
| Sezóna             | Klub               | Liga               | Liga   | Liga | Národní poháry | Národní poháry | Národní poháry | Kontinentální poháry | Kontinentální poháry | Kontinentální poháry | Celkem | Celkem |
| Sezóna             | Klub               | Soutěž             | Zápasy | Góly | Soutěž         | Zápasy         | Góly           | Soutěž               | Zápasy               | Góly                 | Zápasy | Góly   |
| ------------------ | ------------------ | ------------------ | ------ | ---- | -------------- | -------------- | -------------- | -------------------- | -------------------- | -------------------- | ------ | ------ |
| 1999/00            | Varese             | Serie C1           | 17     | 0    | -              | 0              | 0              | -                    | 0                    | 0                    | 17     | 0      |
| 2000/01            | Varese             | Serie C1           | 27     | 0    | IP             | 0              | 0              | -                    | 0                    | 0                    | 29     | 0      |
| Celkem za Varese   | Celkem za Varese   | Celkem za Varese   | 44     | 0    | -              | 2              | 0              | -                    | 0                    | 0                    | 46     | 0      |
| 2001/02            | Siena              | Serie B            | 16     | 0    | IP             | 4              | 0              | -                    | 0                    | 0                    | 20     | 0      |
| 2002/03            | Turín              | Serie A            | 13     | 0    | IP             | 1              | 0              | -                    | -                    | 0                    | 14     | 0      |
| 2003/04            | Turín              | Serie B            | 39     | 0    | IP             | 0              | 0              | -                    | 0                    | 0                    | 39     | 0      |
| 2004/05            | Turín              | Serie B            | 38+4   | 1+1  | IP             | 7              | 0              | -                    | 0                    | 0                    | 49     | 2      |
| Celkem za Turín    | Celkem za Turín    | Celkem za Turín    | 55     | 4    | -              | 5              | 0              | -                    | 0                    | 0                    | 60     | 4      |
| 2005/06            | Juventus           | Serie A            | 20     | 0    | IP             | 4              | 0              | LM                   | 4                    | 0                    | 28     | 0      |
| 2006/07            | Juventus           | Serie B            | 37     | 2    | IP             | 3              | 0              | -                    | 0                    | 0                    | 40     | 2      |
| Celkem za Juventus | Celkem za Juventus | Celkem za Juventus | 57     | 2    | -              | 7              | 0              | -                    | 4                    | 0                    | 68     | 2      |
| 2007/08            | Fiorentina         | Serie A            | 6      | 0    | IP             | 2              | 0              | PU                   | 3                    | 0                    | 11     | 0      |
| 2008               | Palermo            | Serie A            | 16     | 0    | IP             | 0              | 0              | -                    | 0                    | 0                    | 16     | 0      |
| 2008/09            | Palermo            | Serie A            | 33     | 0    | IP             | 1              | 0              | -                    | 0                    | 0                    | 34     | 0      |
| 2009/10            | Palermo            | Serie A            | 34     | 1    | IP             | 2              | 0              | -                    | 0                    | 0                    | 36     | 1      |
| 2010/11            | Palermo            | Serie A            | 33     | 2    | IP             | 4              | 0              | EL                   | 7                    | 0                    | 44     | 2      |
| 2011/12            | Palermo            | Serie A            | 27     | 0    | IP             | 0              | 0              | EL                   | 2                    | 0                    | 29     | 0      |
| Celkem za Palermo  | Celkem za Palermo  | Celkem za Palermo  | 143    | 3    | -              | 7              | 0              | -                    | 9                    | 0                    | 159    | 3      |
| 2012/13            | Řím                | Serie A            | 27     | 0    | IP             | 5              | 0              | -                    | 0                    | 0                    | 32     | 0      |
| 2013/14            | Řím                | Serie A            | 11     | 1    | IP             | 0              | 0              | -                    | 0                    | 0                    | 11     | 1      |
| 2014/15            | Řím                | Serie A            | 1      | 0    | IP             | 0              | 0              | -                    | 0                    | 0                    | 1      | 0      |
| Celkem za Řím      | Celkem za Řím      | Celkem za Řím      | 39     | 1    | -              | 5              | 0              | -                    | 0                    | 0                    | 44     | 1      |
| Celkově            | Celkově            | Celkově            | 399    | 8    | -              | 35             | 0              | -                    | 16                   | 0                    | 450    | 8      |

### Reprezentační

#### Statistika na velkých turnajích
| Reprezentace | Rok     | Zápasy             | Zápasy | Zápasy    | Zápasy           | Zápasy           | Zápasy            |
| Reprezentace | Rok     | Fáze turnaje       | Datum  | Soupeř    | Odehraných minut | Vstřelené branky | Výsledek          |
| ------------ | ------- | ------------------ | ------ | --------- | ---------------- | ---------------- | ----------------- |
| Itálie       | ME 2012 | 3 zápas ve skupině | 18. 6. | Irsko     | 90               | 0                | 2:0               |
| Itálie       | ME 2012 | Čtvrtfinále        | 24. 6. | Anglie    | 120              | 0                | 0:0 (2:4 na pen.) |
| Itálie       | ME 2012 | Semifinále         | 28. 6. | Německo   | 90               | 0                | 2:1               |
| Itálie       | ME 2012 | Finále             | 1. 7.  | Španělsko | 69               | 0                | 0:4               |

## Úspěchy

### Klubové
- vítěz 2. italské ligy (1x)

Juventus: 2006/07

### Reprezentační
- 4× na ME (2012 - stříbro)

### Individuální
- Tým roku Serie A – 2011/12[10]